# Ivan Cvetković
Ivan Cvetković (serbisch-kyrillisch Иван Цветковић, * 12. Februar 1981 in Prizren) ist ein serbischer Fußballspieler.

## Karriere
Ivan Cvetković begann seine Karriere beim serbischen Verein FK Zvezdara, bevor er 2002 zum OFK Belgrad wechselte. Seine nächste Station war der FK Javor Ivanjica, wo er bis 2007 spielte. 2009 ging er nach Russland zum FK Chimki. Anfang 2010 kehrte er zum FK Javor Ivanjica zurück. Nach nur zwei absolvierten Partien wurde er vom kasachischen Erstligisten Schetissu Taldyqorghan verpflichtet. Dort spielte er zwei Spielzeiten und wurde anschließend vom FK Jagodina verpflichtet.

## Erfolge
- Serbischer Pokalsieger mit dem FK Jagodina 2013